# Pentilenotetrazol

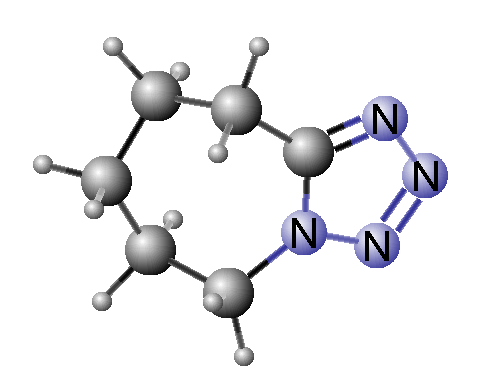
Imagen en 3D de la molécula del pentilenotetrazol

El pentilenotetrazol (también pentilentetrazol, Pentetrazol o su marca registrada Metrazol®) es un fármaco de acción estimulante del sistema nervioso central muy potente que se ha prescrito como analéptico para estimular el centro respiratorio, vagal y vasomotor del cerebro, para contrarrestar los efectos de los depresores y para incrementar el flujo sanguíneo cerebral, especialmente en pacientes geriátricos. En inglés, es conocido con el nombre de Pentylenetetrazol.

## Historia
Durante el tamizado de una serie de tetrazoles, los investigadores se dieron cuenta de que algunos olían a alcanfor. Esto llevó a probarlos como analépticos. De entre todas las drogas probadas, algunas con actividad depresora, depresora y estimulante al mismo tiempo y estimulantes puras, se seleccionó al pentilenotetrazol por su gran potencia estimulante en las pruebas. Se lanzó a la práctica clínica con una serie de nombres comerciales: Leptazol en Inglaterra; Cardiazol en Alemania y Metrazol en otros países.

## Acciones farmacológicas
El pentilentetrazol es un fármaco ansiogénico prototípico que ha sido extensamente utilizado en modelos animales para la epilepsia. Es usado principalmente en estudios experimentales de mecanismos de ataques epilépticos.

## Preparaciones
Se utilizaba en forma de solución al 10% inyectable. Para la terapéutica convulsivante de las enfermedades mentales se administraban 5.0 ml. Como analéptico la dosis era mucho menor.